# Кюссанжи
Кюссанжи́ (фр. Cussangy) — коммуна во Франции, находится в регионе Шампань — Арденны. Департамент — Об. Входит в состав кантона Шаурс. Округ коммуны — Труа.
Код INSEE коммуны — 10120.
Коммуна расположена приблизительно в 160 км к юго-востоку от Парижа, в 110 км южнее Шалон-ан-Шампани, в 32 км к югу от Труа.

## Население
Население коммуны на 2008 год составляло 205 человек.
| 1962 | 1968 | 1975 | 1982 | 1990 | 1999 | 2008 |
| ---- | ---- | ---- | ---- | ---- | ---- | ---- |
| 263  | 282  | 258  | 225  | 209  | 199  | 205  |

## Администрация
| Период | Период | Фамилия        | Партия | Примечания |
| ------ | ------ | -------------- | ------ | ---------- |
| 1965   | 1975   | Эрнест Фош     |        |            |
| 1978   | 1989   | Жизель Лебудек |        |            |
| 1989   | 1995   | Мишель Роллен  |        |            |
| 2001   | 2012   | Андре Юсне     |        |            |
| 2012   | 2014   | Жан-Луи Лафра  |        |            |

## Экономика
В 2007 году среди 116 человек в трудоспособном возрасте (15—64 лет) 92 были экономически активными, 24 — неактивными (показатель активности — 79,3 %, в 1999 году было 76,5 %). Из 92 активных работали 86 человек (51 мужчина и 35 женщин), безработных было 6 (3 мужчины и 3 женщины). Среди 24 неактивных 4 человека были учениками или студентами, 9 — пенсионерами, 11 были неактивными по другим причинам.

## Достопримечательности
- Церковь Сен-Леже (XVI век). Колокольня была построена между 1826 и 1828 годами. Памятник истории с 1926 года[3]